# دلفین امان
دلفین امان (فرانسوی: Delphyne Heymann‎؛ زادهٔ ۲۴ نوامبر ۱۹۶۶) ورزشکار دوگانه اهل فرانسه بود.